# Walter Wardlaw
Walter Wardlaw (Scozia, 1317/1320 – Glasgow, 23 dicembre 1387) è stato uno pseudocardinale scozzese, creato dall'antipapa Clemente VII.

## Biografia
Nacque in Scozia tra il 1317 ed il 1320.
L'antipapa Clemente VII lo elevò al rango di (pseudo) cardinale nel concistoro del 23 dicembre 1383.
Morì il 23 dicembre 1387, probabilmente a Glasgow.